# Johannes Rau
Johannes Rau (Wuppertal, 16 de enero de 1931 - Berlín, 27 de enero de 2006) fue presidente de Alemania desde el 1 de julio de 1999 hasta el 30 de junio de 2004.

## Biografía

### Formación y vida laboral
Nació en Barmen, Wuppertal (Renania), fue el tercero de los cinco hijos de un predicador protestante opuesto al nazismo y un ama de casa. Johannes, de profundas convicciones religiosas,[cita requerida] ya como alumno formó parte de la Iglesia Confesante o de la Confesión (Bekennende Kirche en alemán), un movimiento del protestantismo alemán que se opuso activamente desde la sociedad civil al III Reich.
En 1948 Johannes Rau dejó el Gymnasium (instituto o liceo) sin graduarse. Optó por ingresar en una escuela de librería y empezar una formación como librero editor (de 1949 a 1951). También durante este periodo se compromete en la política y trabaja de periodista, entre otros para la Westdeutsche Rundschau. En 1952 realizó el examen profesional en la Escuela de Librería y desde 1954 hasta 1967 fue director de una casa editorial. En 1952 comenzó a trabajar como librero editor. En 1953 y 1954 trabaja como lector y agente comercial para dos editoriales. Estuvo interesado en contenidos de temática religiosa y social y vinculado con círculos protestantes.
Entre 1954 y 1967 es gerente de una editorial. También en 1954 se convierte en miembro del equipo de redacción de un periódico, la Gesamtdeutsche Rundschau.

### Carrera política
Se afilió el 2 de diciembre de 1952 al Partido Popular Panalemán (GVP), fundado, entre otros, por Helene Wessel, Gustav Heinemann y Erhard Eppler, agrupación pacifista favorable a la reunificación de Alemania y opuesta a su rearme (limitado) como deseaban las potencias occidentales.
En 1957, Johannes Rau apoyó y secundó a Gustav Heinemann en su idea de disolver el GVP e ingresar en el Partido Socialdemócrata de Alemania (SPD). Johannes Rau llegó a ser secretario de las Juventudes Socialistas de Wuppertal (las Juventudes Socialistas son la organización de los socialdemócratas para los miembros jóvenes, es decir para los miembros menores de 35 años de edad). Tuvo este puesto desde 1958 a 1962.
De 1964 a 1978 fue concejal de Wuppertal. Ocupó la alcaldía de esta población entre 1969 y 1970.
En 1958 fue elegido miembro del Landtag (parlamento) del estado federado de Renania del Norte-Westfalia, escaño en el que iba a ser reelegido ininterrumpidamente en los 41 años siguientes. Entre 1962 y 1970 fue miembro de la junta directiva del grupo parlamentario del SPD en el parlamento (Landtag) de Renania de Norte-Westfalia y en 1967 se puso al frente del grupo parlamentario de su partido en el Landtag. De 1964 a 1978 fue concejal en el ayuntamiento de Wuppertal y en 1969 y 1970 primer alcalde de Wuppertal. De 1968 a 1999 fue miembro de la ejecutiva de la SPD a nivel federal. De 1970 a 1978 fue ministro de Ciencia e Investigación del estado de Renania del Norte-Westfalia en el Gobierno de Heinz Kühn. Adquirió prestigio por su gestión en este departamento (se fundaron cinco escuelas superiores y una universidad a distancia, la primera en Alemania).
En 1977 Rau fue designado jefe del SPD de Renania del Norte-Westfalia y el 20 de septiembre de 1978 fue nombrado ministro-presidente de Renania del Norte-Westfalia, cargo en el que se mantuvo hasta 1998. El SPD renano triunfó en los comicios de 1980, 1985, 1990 y 1995.
Cuando en 1987 Rau se presentó como candidato a canciller en las elecciones generales de Alemania con su partido SPD, se opuso a pactar un Gobierno de coalición con los ecologistas[cita requerida] y no pudo imponerse sobre Helmut Kohl, el candidato de la Unión Cristiano-Demócrata (CDU) que triunfó en los comicios. En 1994 Johannes Rau presentó su candidatura a la presidencia federal de Alemania pero fue derrotado por Roman Herzog, el candidato de los democristianos (CDU).
El 23 de mayo de 1998 Rau abandonó la jefatura del SPD y el 27 de mayo de 1998, el cargo de ministro-presidente de Renania del Norte-Westfalia. El 23 de mayo de 1999 fue elegido presidente federal por la Convención Federal (Bundesversammlung), sucediendo a Roman Herzog, cristianodemócrata. Ocupó la presidencia hasta el 30 de junio de 2004, cediendo la jefatura del Estado a Horst Köhler al no desear renovar su mandato.
En el año 2000 Rau fue el primer jefe de Estado alemán en dirigirse al Knesset, el parlamento israelí, en alemán, pidiendo perdón por el Holocausto en nombre de su país. Desde tiempo atrás había mostrado interés en el judaísmo. Desempeñó las funciones representativas como presidente federal pero en los últimos años de su mandato, denunció en sus intervenciones públicas la falta de moral pública en algunos sectores de las élites económicas, en la clase política y el paulatino distanciamiento de esta última de la población.

### Vida privada

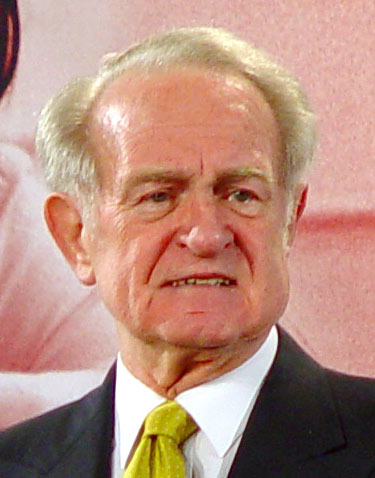
Johannes Rau en mayo de 2004.

Johannes Rau fue conocido por sus profundas convicciones cristianas (fue apodado "hermano John") e hizo compatibles su condición de seglar de la Iglesia Evangélica Renana con la de miembro de un partido de izquierdas. Contrajo matrimonio el 9 de agosto de 1982 con Christina Delius (n.1956), politóloga y nieta de su mentor político Gustav Heinemann. El matrimonio tuvo tres hijos: Anna Christina, Philip Immanuel y Laura Helene. 

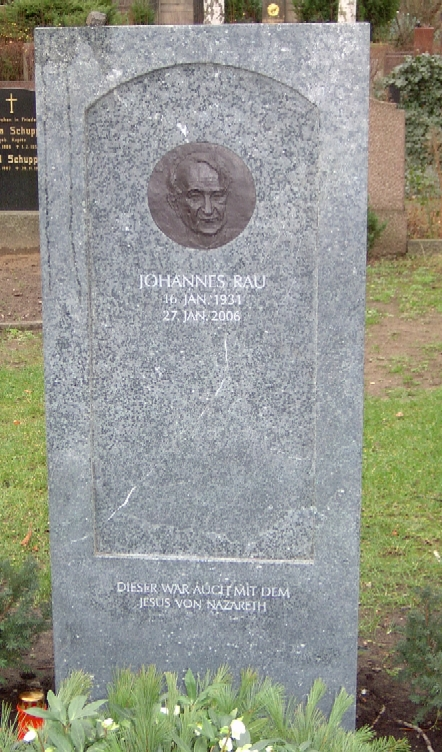
Tumba (Dorotheenstädtischer Friedhof).

Tras abandonar la presidencia alemana instaló su domicilio en la ciudad de Berlín pero mantuvo su casa de Wuppertal. En los últimos años de su vida tuvo graves problemas de salud, fue intervenido en dos ocasiones por problemas cardíacos, el 16 de enero de 2006 no pudo asistir una fiesta con motivo de su cumpleaños al padecer una infección de estómago e intestino. Johannes Rau murió el 27 de enero de 2006 en Berlín cuando acababa de cumplir 75 años.

## Distinciones
Fue doctor honoris causa por las universidades de Düsseldorf, Haifa, Ben-Gurion del Neguev (en Beersheva) y Austral de Chile, y por la Academia Teológica de la Iglesia Reformada de Budapest.